# Грозненський російський драматичний театр імені М. Ю. Лермонтова
Державний російський драматичний театр імені Михайла Юрійовича Лермонтова — заснований у 1904 році республіканський театр, розташований у Грозному. Біля витоків створення театру стояв такий відомий майстер російського театру, як Євген Вахтангов. Згодом у театрі працювали народні артисти СРСР Леонід Броньовий та Інокентій Смоктуновський, народні артисти РРФСР Римма Бикова, Мімалт Солцаєв, Муса Дудаєв, народний артист Російської Федерації Руслан Хакішев, інші відомі театральні діячі.

## Історія

### Становлення

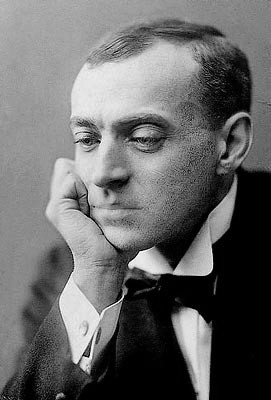
Євген Вахтангов

1904 року у Грозному з'явився робочий театральний гурток. Євген Вахтангов, який на той час працював у Владикавказькому музично-драматичному гуртку, поставив у грозненському гуртку низку вистав за виставами російських і зарубіжних класиків. Першою режисерською роботою Вахтангова була вистава «Хворі люди» (за п'єсою «Свято примирення» Ґергарт Гауптмана). Торішнього серпня 1909 року владикавказький гурток представив на суд грозненської публіки спектакль «Зіночка», у якому сам Вахтангов виконав роль студента Магницького.
У 1910 році Вахтангов переїхав до Грозного. На сцені театрального гуртка під його керівництвом було поставлено оперету місцевого автора М. Попова, «Дядю Ваня» Антона Чехова та інші. Вистави відбувалися на велотреку (пізніше парк імені Кірова).
У 1920-ті роки за проектом архітектора А. Ларіонова почали будувати комплекс, що включав школу, театр, зал з'їздів. Театр будували на закладеному ще 1914 року фундаменті «прибуткового будинку» місцевого нафтопромисловця Схіртладзе на вулиці Михайлівській (нині вулиця Сайпуддіна Лорсанова). 1928 року відбулося відкриття театру. Першою постановкою, здійсненою 12 січня 1929 на сцені театру, була п'єса Ромашова «Кінець Криворимська».
1938 року з'явилася спеціальна постанова Раднаркому Чечено-Інгушської АРСР про відкриття російського драматичного театру. У листопаді 1938 року глядачі побачили першу, після його офіційного визнання, роботу колективу — спектакль за п'єсою Миколи Погодіна «Людина з рушницею».
Російським театром керували в різні часи режисери М. Трофимовський, І. Гуревич, В. Ігнатов, В. Бєлов, Є. Красницький, А. Ісаєв, В. Губін, М. Децик. У 1941, коли виповнилося 100 років із дня загибелі М. Ю. Лермонтова, театр був названий його ім'ям.
До відновлення автономії Чечено-Інгушетії в 1957 театр мав статус обласного драматичного театру.
На сцені театру ставилися «Іванов» та «Дядя Ваня» Антона Чехова, «Злочин і кара» Федора Достоєвського, «Звичайна історія» (інсценування В. Розова за романом Івана Гончарова), «Іркутська історія» Олексія Арбузова, «На добрий час» А. Розова, «Справжня людина» (інсценування Т. Лондона за повістю Бориса Полевого «Повість про справжню людину»), «Гамлет» Вільяма Шекспіра, «Марія Тюдор» Віктора Гюго, «На дні» Максима Горького, «Підступність і кохання» Фрідріха Шиллера, «Безприданниця», «На всякого мудреця досить простоти», «Вовки і вівці» Олександра Островського, «Клоп» Володимира Маяковського, «Маскарад» Михайла Лермонтова, «Трагедія людини» Імре Мадача та багато інших.

### Німецько-радянська війна
У роки Німецько-радянської війни концертні бригади Грозненського російського театру виїжджали на фронт. Артисти збирали гроші на будівництво літаків. За збір коштів театр був удостоєний подяки Верховного головнокомандувача. Із 1942 по 1944 рік театр перебував в евакуації у Східному Сибіру.

### 1950-1980-і роки
У 1950—1954 роках головним режисером театру був Народний артист УРСР Г. Полежаєв. Із 1950 до 1955 року перед кожним сезоном трупа театру майже повністю оновлювалася. За сезон 1950—1951 років відбулося 13 прем'єр. Природно, за такої швидкості підготовки вистав їхня якість неминуче страждала.
|  | Грозненцы не любят халтуры, безыдейной, пошлой стряпни, какую под видом искусства пытались преподносить в прошлом некоторые, с позволения сказать, «деятели» искусства |

— писала газета «Грозненський робітник» у жовтні 1950.
1955 року режисером А. Рідалем було поставлено п'єсу Віктора Розова «У добрий час!». Одну з головних ролей, Андрія Аверіна, зіграв Леонід Бронєвой. Газета «Грозненський робітник» писала:
|  | Большой творческой удачей молодого артиста Л. Броневого является образ центрального героя спектакля Андрея Аверина. Тепло, с хорошим мягким юмором, смело и интересно лепит артист обаятельный, удивительно жизненный, в то же время сложный и противоречивый характер своего героя. |

Леонід Бронєвой пропрацював у театрі лише один сезон. Він зіграв роль Мересьєва у виставі «Справжня людина» (інсценування Т. Лондона за повістю Бориса Полевого «Повість про справжню людину»), одну з ролей у виставі «Собака на сіні». Також він виступив як режисер, поставивши спільно з Є. Красницьким дитячий спектакль-водевіль «Дімка-невидимка».
У 1957 році відбулася прем'єра вистави «Грізні дні», яка розповідає про громадянську війну в Чечні. Потім були поставлені Іркутська історія А. Арбузова, «Нерівний бій» В. Розова.
Театр представив на суд глядачів вистави «Гамлет» (у головній ролі Заслужений артист ЧІАССР та РРФСР Г. Гладкіх) та «Анна Кареніна» (у головній ролі В. Плужнікова). Режисером обох постановок був М. Децик, художником — Е. Валентинов.
У 1962 році обидва республіканські драматичні театри, національний і російський, виступили на сцені Московського Кремлівського театру. Чеченський театр показав столичним глядачам спектакль «Горянка» за п'єсою Расула Гамзатова. Лермонтовці презентували роботу «Вірити людині» М. Музаєва. Ця вистава була показана на московському телебаченні. Міністр культури РРФСР О. І. Попов влаштував прийом на честь колективів обох театрів.
Першим твором національної драматургії, яку поставив театр Лермонтова, була п'єса «Вірити людині» М. Музаєва. Згодом за п'єсами чеченських та інгуських авторів були поставлені «Я не буду самотнім» А. Мальсагова, «Ми повернемося, нані!» та «До юрського періоду» Ахмета Бокова.
Чимало режисерів Російського театру, такі, наприклад, М. Децик і В. Вайнштейн ставили спектаклі й у театрі Лермонтова, й у театрі Нураділова. У свою чергу, і Руслан Хакішев, і Мімалт Солцаєв здійснили низку постановок на сцені театру Лермонтова.
Під час Всесоюзного фестивалю угорської драматургії у 1979 році близько двохсот театрів по всій країні поставили спектаклі за п'єсами угорських авторів. Театр Лермонтова поставив п'єсу Імре Мадача «Трагедія людини». Робота постановника, головного режисера театру, Заслуженого діяча мистецтв Чечено-Інгушетії, лауреата премії Ленінського комсомолу Мімалта Солцаєва була відзначена дипломом і премією, диплом за виконавське мистецтво було вручено народному артисту РРФСР В. М. Оглобліну.

### Період із 1990-х років до теперішнього часу
У результаті політичної нестабільності і двох воєн, що пройшли на території Чеченської Республіки, театр фактично припинив своє існування. Будівлю театру було зруйновано, а більшість артистів залишили республіку. Після майже 15-річної перерви театр Лермонтова відновив свою роботу. 9 квітня 2005 року було відкрито 67-й театральний сезон прем'єрою вистави «За чим підеш, те й знайдеш» за трилогією Олександра Островського.
5 червня 2005 року в рамках Днів культури Чеченської Республіки в Москві в Центральному Будинку актора відбувся вечір «Був такий театр», присвячений театру Лермонтова. Було представлено уривок зі спектаклю «За чим підеш, те й знайдеш». Керівництво Чечні вручило почесні звання та листи подяки колишнім і діючим працівникам театру. Театру було присуджено медаль Лермонтова. Вечір завершився вже під іншою назвою: «Був такий театр. Є такий театр».
У вересні 2005 року театр було запрошено до Новочеркаська на фестиваль російських театрів Півдня Росії «Комплімент». Вистава «За чим підеш, те й знайдеш» була дуже добре прийнята глядачами та критикою. Колектив став володарем Гран-прі фестивалю за двома номінаціями:
- за відродження театру;
- за кращу сценографію та художнє оформлення вистави[6].

У тому ж році театр Лермонтова взяв участь у фестивалі комедійного жанру «Усмішка друзів» у Нальчику.
Спільно з Дитячим фондом ЮНІСЕФ було підготовлено дитячу виставу «Не хочу бути Сярміком» (чеч. Сярмік — дракон) за сценарієм Муси Ахмадова, благодійні покази якого відбулися наприкінці 2005 — на початку 2006 років.
У червні 2006 року головним режисером театру став Мімалт Солцаєв. Він залишався на цій посаді до своєї смерті у 2013 році.
У вересні 2007 року театр узяв участь у Другому міжнародному фестивалі «Комплімент» у Новочеркаську та був нагороджений дипломами у п'яти номінаціях:
- диплом учасника фестивалю;
- диплом за відданість театральній справі;
- диплом автору за найпристрасніший та найактуальніший твір (Мімалт Солцаєв);
- диплом за найкращий акторський дует (образ генерала Єрмолова, створений Народним артистом Чеченської Республіки Алі Марісултановим);
- диплом за найкращий акторський дует (образ Бейбулата Таймієва, створений народним артистом ЧР Бай-Алі Вахідовим)[6].

У повоєнний період театр через відсутність власної концертної зали, тому трупі доводилося репетирувати у грозненському будинку культури «Оргтехніка». У червні 2012 року відкрився новий будинок театру. Зал для глядачів театру розрахований на 500 місць. Сценічне обладнання відповідає сучасним світовим стандартам: оркестрова яма може підніматися та опускатися, сцена сконструйована так, що найдальше глядацьке місце розташоване лише за 17 метрів від сцени. У театрі є репетиційна зала на 100 глядацьких місць, сучасні гримерні та комплекс виробничих майстерень. Перед будинком установлений пам'ятник Михайлу Лермонтову.

## У філателії

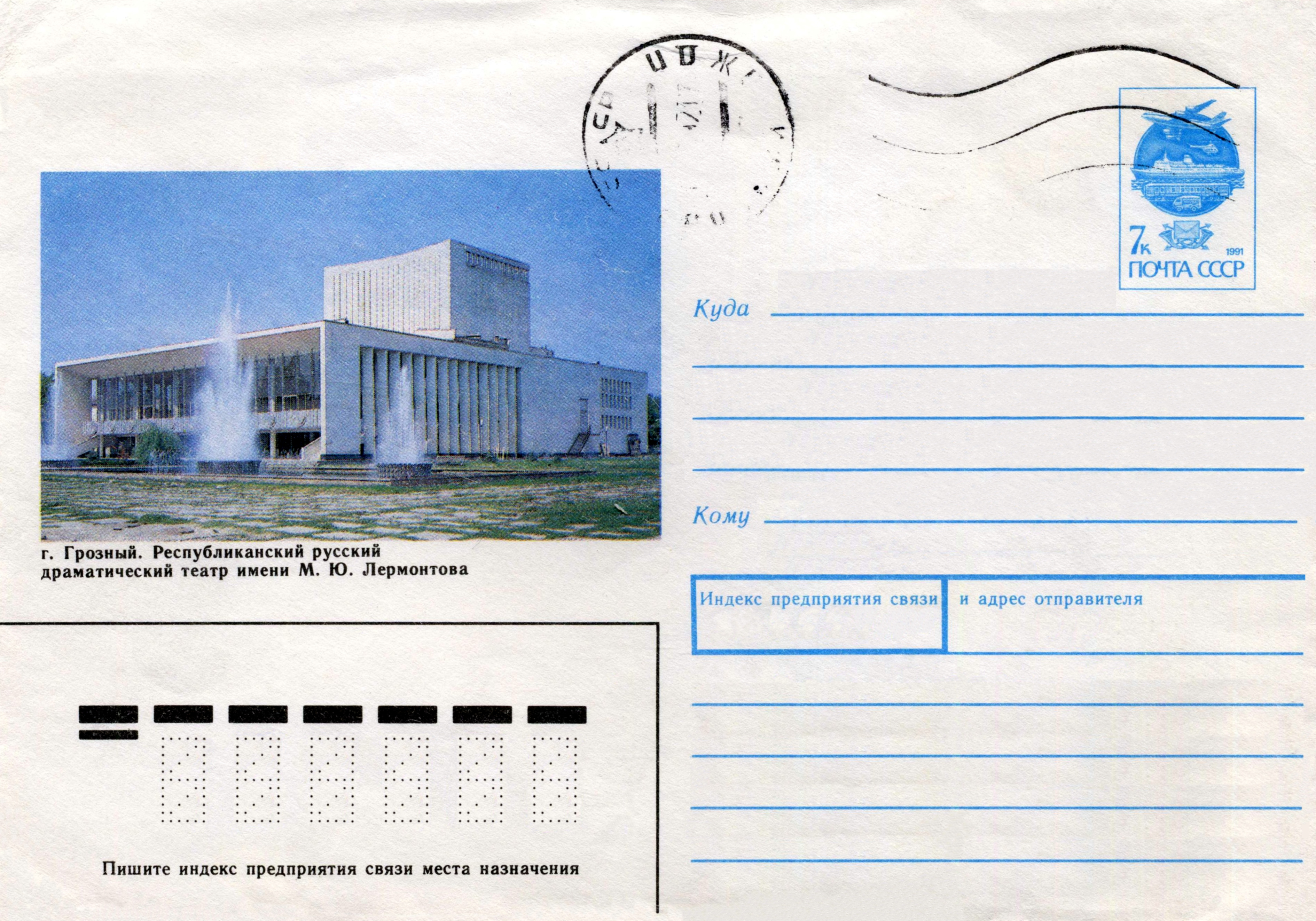
Випущений у 1991 році конверт із зображенням Грозненського російського драматичного театру

У 1991 був випущений художній маркований конверт із зображенням будівлі театру.

### Статті
- Абаджан Г. В год золотого юбилея // Грозненский рабочий : газета. — 1988. — № 11 ноября. — С. 4.
- Абалаева Малика. Обретённое счастье // Вести республики : газета. — 2012. — № 192. — С. 8.
- Абалаева Малика. От судьбы никуда не уйдёшь… // Вести республики : газета. — 2012. — № 219(1902). — С. 6.
- Абалаева Малика. «Звезда Кавказа» - призыв к нравственности // Вести республики : газета. — 2013. — № 182. — С. 3.
- Абалаева Малика. «Звезда Кавказа» - воплощение добра и гуманности // Вести республики : газета. — 2013. — № 133. — С. 3.
- Абалаева Малика. «Брак по расчёту» // Вести республики : газета. — 2013. — № 1—2(1935).
- Абалаева Малика. Удачный дебют // Вести республики : газета. — 2014. — № 12.
- Абалаева Малика. Успешная премьера «Дорогой снохи» // Вести республики : газета. — 2012. — № 23 октября. — С. 4.
- Абетаева М. Здравствуй, театр! // Вести республики : газета. — 2011. — № 120. — С. 3.
- Абетаева М. Увидим новые постановки // Вести республики : газета. — 2010. — С. 4.
- Абетаева М. «… Я не могу сказать, что стал актёром, я иду к этому…» // Вести республики : газета. — 2010. — № 205. — С. 4.
- Аюбов Замид. Аплодисменты от «Комплимента» // Молодёжная смена : газета. — 2005. — № 88. — С. 7.
- Аюбов Замид. Есть такой театр // Молодёжная смена : газета. — 2005. — № 46(249). — С. 3.
- Белолипецкий В. Надежды оправданы // Грозненский рабочий : газета. — 1962. — № 8 марта.
- Белявская Р. «Гамлет» // Кавказская здравница : газета. — 1964. — № 8 сентября.
- Бермус Г. «Маскарад» // Грозненский рабочий : газета. — 1963. — № 27 февраля.
- Берсанукаева Хеди. Добро пожаловать, коллеги! // Вести республики : газета. — 2005. — № 32. — С. 4.
- Берсанукаева Хеди. Есть такой театр! // Грозненский рабочий : газета. — 2005. — № 12 августа. — С. 3.
- Берсанукаева Хеди. Прощай, 74-й театральный сезон // Вести республики : газета. — 2005. — № 9 августа. — С. 4.
- Виноградов Б. «Анна Каренина» // Грозненский рабочий : газета. — 1960. — № 9 октября.
- Газиева Аза. Всеми любимый театр русской драмы // Вести республики : газета. — 2010. — № 99(1282).
- Джамулаев Аслан. Занавес поднят // Молодёжная смена : газета. — 2012. — № 46. — С. 1.
- Егоров Н. Что мешает росту областного театра // Грозненский рабочий : газета. — 1952. — № 19 января.
- Исаев Тауз. Третья премьера // Вести республики : газета. — 2007. — № 76. — С. 4.
- Исаев Тауз. Чехов в классическом прочтении // Молодёжная смена : газета. — 2012. — № 8 декабря.
- Каштарова Замина. Лермонтовке - 75! // Вести республики : газета. — 2013. — № 245. — С. 8.
- Культурное строительство в Чечено-Ингушетии (июнь 1941 - 1980 гг.). — Шаблон:Гр. : Чечено-Ингушское книжное издательство, 1985.
- Лабазанов Муса. «Рыцари кавказских гор» // Столица + : газета. — 2008. — № 85. — С. 3.
- Луккер В. В стороне от главной линии // Грозненский рабочий : газета. — 1955. — № 17 мая.
- Луккер В. «Димка-Невидимка» // Грозненский рабочий : газета. — 1956. — № 7 января.
- Магомаева Диана. Скоро премьера! // Вести республики : газета. — 2012. — № 33.
- Муртазалиева Асет. Две жизни русского театра // Грозненский рабочий : газета. — 2014. — № 2(21349). — С. 6.
- Очман А. Маяковский на сцене Грозненского театра // Грозненский рабочий : газета. — 1965. — № 30 октября.
- Полонская Е. «Иркутская история» // Грозненский рабочий : газета. — 1960. — № 13 апреля.
- Полонская Е. Суд времени // Грозненский рабочий : газета. — 1970. — № 6 марта.
- Полонская Е. «Мы вернёмся, нани!» // Грозненский рабочий : газета. — 1973. — № 17 декабря.
- Развитой социализм: культура и личность. — Шаблон:Гр. : Чечено-Ингушское книжное издательство, 1984. — С. 104.
- Ризаева Сабина. Рыцари кавказских гор // Молодёжная смена : газета. — 2008. — № 46—47.
- Сергеев Н. «В добрый час!» // Грозненский рабочий : газета. — 1955. — № 23 октября.
- Стасова З. Первые шаги сделаны // Вести республики : газета. — 2006. — № 33(395). — С. 3.
- Сулумова Дэти. Театр идёт в ногу со временем // Вести республики : газета. — 2011. — № 188. — С. 4.
- Ташаева Роза. В преддверии премьеры // Вести республики : газета. — 2007. — № 36(510).
- Темерсултанова Хава. «Али-Баба» в Русском театре // Столица + : газета. — 2014. — № 9.
- Умаев Ислам. Русскому театру - 70 лет! // Столица + : газета. — 2008. — № 22.
- Фёдорова Зинаида. Русский театр: второе рождение // Столица + : газета. — 2012. — № 23. — С. 3.
- Фёдорова Зинаида. Лермонтовский: жил и будет жить // Вести республики : газета. — 2006. — № 33(395). — С. 3.
- Цамаева Розана. Театр приглашает // Молодёжная смена : газета. — 2012. — № 58(988). — С. 3.

на чеченском языке
- Берсанукаева Хеди. Йолуш ю Лермонтовн цӏарах театр :  [] // Даймохк : газета. — 2005. — № 64. — С. 3.
- Вахаева А. М. Лермонтовн цӏарахчу театрехь кхин а цхьа премьера хилла :  [] // Даймохк : газета. — 2012. — № 137.
- Дикаева Я. М. Лермонтовн театрехь - керла спектакль :  [] // Даймохк : газета. — 2013. — № 107. — С. 4.
- Саралиева Т. Нохчийн Республикан кхиаран некъа тӏехь :  [] // Даймохк : газета. — 2012. — № 65.
- Саралиева Т. Театр схьайиллина! :  [] // Даймохк : газета. — 2012. — № 66. — С. 3.
- Эльдерханова З. Пачхьалкхан М. Ю. Лермонтавн цӏарахчу Оьрсийн драматически театран - 75 шо :  [] // Даймохк : газета. — 2013. — № 145. — С. 4.